# Serixia sandakana
Serixia sandakana är en skalbaggsart som beskrevs av Stefan von Breuning 1958. Serixia sandakana ingår i släktet Serixia och familjen långhorningar. Inga underarter finns listade i Catalogue of Life.